# Феликс Оже-Алиасим
Феликс Оже-Алиасим (на френски: Félix Auger-Aliassime) е канадски тенисист.

## Биография
Феликс Оже-Алиасим е роден на 16 август 2001 г. в Монреал, Канада. Баща му Сам Алиасим е от африкански произход и емигрира от Того, а майка му Мари Оже е от френско-канадски произход. Баща му е инструктор по тенис. Има по-голяма сестра Малика, която също играе тенис. Започва да играе тенис на четири години и тренира в Club Avantage като член на Académie de Tennis Hérisset-Bordeleau в Квебек Сити. През 2012 г. той печели Open Super Auray във възрастовата категория от 11 до 12 години. Той е член на Националния тренировъчен Тенис Център Канада в Монреал от есента на 2014 г.

## Кариера

### Младша кариера
През февруари 2015 г. Феликс Оже-Алиасим печели първата си ITF титла на сингъл за юноши на G3 в Керетаро. Седмица по-късно печели втората си поредна титла на ITF за юноши на сингъл и първата титла на двойки на G4 в Сапопан. В края на август 2015 г. той печели първата си титла G1 за юноши с победа над сънародника си Денис Шаповалов в Колидж Парк. На Откритото първенство на САЩ през септември 2015 г., в първото му участие в юношески турнир от Големия шлем, той достига до втори кръг на сингъл и печели титлата на двойки с Шаповалов.
През октомври 2015 г. Оже-Алиасим и сънародниците му Денис Шаповалов и Бенджамин Сигуен печелят титлата за Купа Дейвис при юношите, за първи път в историята за Канада.
През юни 2016 г. на турнира за юноши на Откритото първенство на Франция, той достига първия си финал на сингъл от Големия шлем, но губи от Джефри Бланкано в три сета, въпреки че има шампионска точка. През юли 2016 г. на Уимбълдън, Оже-Алиасиме достига до четвъртфинал на сингъл и до финал на двойки с Денис Шаповалов.
На Откритото първенство на САЩ през септември 2016 г. той печели титлата на сингъл с победа в два сета над Миомир Кецманович. Той достига и до финала на двойки с Бенджамин Сигуен.

### Професионална кариера
През март 2015 г. Феликс Оже-Алиасим става най-младият играч в историята, класирал се за основна схема на ATP Challenger на 14+1⁄2 години, на Чалънджър Дръмъндвил. Той е принуден да се оттегли преди да изиграе мача от първия кръг поради разтежение на корема. Със спечелените точки Оже-Алиасиме отново влиза в историята като първият играч, роден след 2000 година, който има ATP класиране.
Той достига най-високо класиране на сингъл до номер 6, което постигна на 7 ноември 2022 г. Това го прави вторият най-високо класиран канадец в историята на ранглистата на ATP и четвъртият най-високо класиран канадски играч в историята. Достига и до номер 60 в ранглистата на двойки, на 1 ноември 2021 г. Печели пет титли на сингъл и една титла на двойки в ATP Тур и е избран за спортист на годината на Canadian Press за 2022 г.

## Кариерна статистика

#### Финали натурнири от сериите Мастърс(1)
| година | турнир       | съперник във финала | резултат      |
| ------ | ------------ | ------------------- | ------------- |
| 2024   | Мадрид Оупън | Андрей Рубльов      | 6–4, 5–7, 5–7 |

### ATP финали (7 титли; 18 финала)
|        | П–З  | Година | Турнир                | Клас         | Настилка   | Опонент              | Резултат                |
| ------ | ---- | ------ | --------------------- | ------------ | ---------- | -------------------- | ----------------------- |
| Загуба | 0–1  | 2019   | Рио Оупън             | 500 серии    | Клей       | Ласло Джере          | 3–6, 5–7                |
| Загуба | 0–2  | 2019   | Лион Оупън            | 250 серии    | Клей       | Беноа Пер            | 4–6, 3–6                |
| Загуба | 0–3  | 2019   | Щутгарт Оупън         | 250 серии    | Трева      | Матео Беретини       | 4–6, 6–7(11–13)         |
| Загуба | 0–4  | 2020   | Ротердам Оупън        | 500 серии    | Твърда (з) | Гаел Монфис          | 2–6, 4–6                |
| Загуба | 0–5  | 2020   | Оупън 13              | 250 серии    | Твърда (з) | Стефанос Циципас     | 3–6, 4–6                |
| Загуба | 0–6  | 2020   | Bett1Hulks Indoors    | 250 серии    | Твърда (з) | Александър Зверев    | 3–6, 3–6                |
| Загуба | 0–7  | 2021   | Мъри Ривър Оупън      | 250 серии    | Твърда     | Дан Еванс            | 2–6, 3–6                |
| Загуба | 0–8  | 2021   | Щутгарт Оупън         | 250 серии    | Трева      | Марин Чилич          | 6–7(2–7), 3–6           |
| Победа | 1–8  | 2022   | Ротердам Оупън        | 500 серии    | Твърда (з) | Стефанос Циципас     | 6–4, 6–2                |
| Загуба | 1–9  | 2022   | Оупън 13              | 250 серии    | Твърда (з) | Андрей Рубльов       | 5–7, 6–7(4–7)           |
| Победа | 2–9  | 2022   | Флоренция Оупън       | 250 серии    | Твърда (з) | Джей Джей Улф        | 6–4, 6–4                |
| Победа | 3–9  | 2022   | Юръпиън Оупън         | 250 серии    | Твърда (з) | Себастиан Корда      | 6–3, 6–4                |
| Победа | 4–9  | 2022   | Суис Индорс           | 500 серии    | Твърда (з) | Холгер Руне          | 6–3, 7–5                |
| Победа | 5–9  | 2023   | Суис Индорс           | 500 серии    | Твърда (з) | Хуберт Хуркач        | 7–6(7–3), 7–6(7–5)      |
| Загуба | 5–10 | 2024   | Мадрид Оупън          | Мастърс 1000 | Клей       | Андрей Рубльов       | 6–4, 5–7, 5–7           |
| Победа | 6–10 | 2025   | Аделаида Интернешънъл | 250 серии    | Твърда     | Себастиан Корда      | 6–3, 3–6, 6–1           |
| Победа | 7–10 | 2025   | Сюд дьо Франс Оупън   | 250 серии    | Твърда (з) | Александър Ковачевич | 6–2, 6–7(7–9), 7–6(7–2) |
| Загуба | 7–11 | 2025   | Дубай Чемпиъншипс     | 500 серии    | Твърда     | Стефанос Циципас     | 3–6, 3–6                |